# Isabella Boschetti

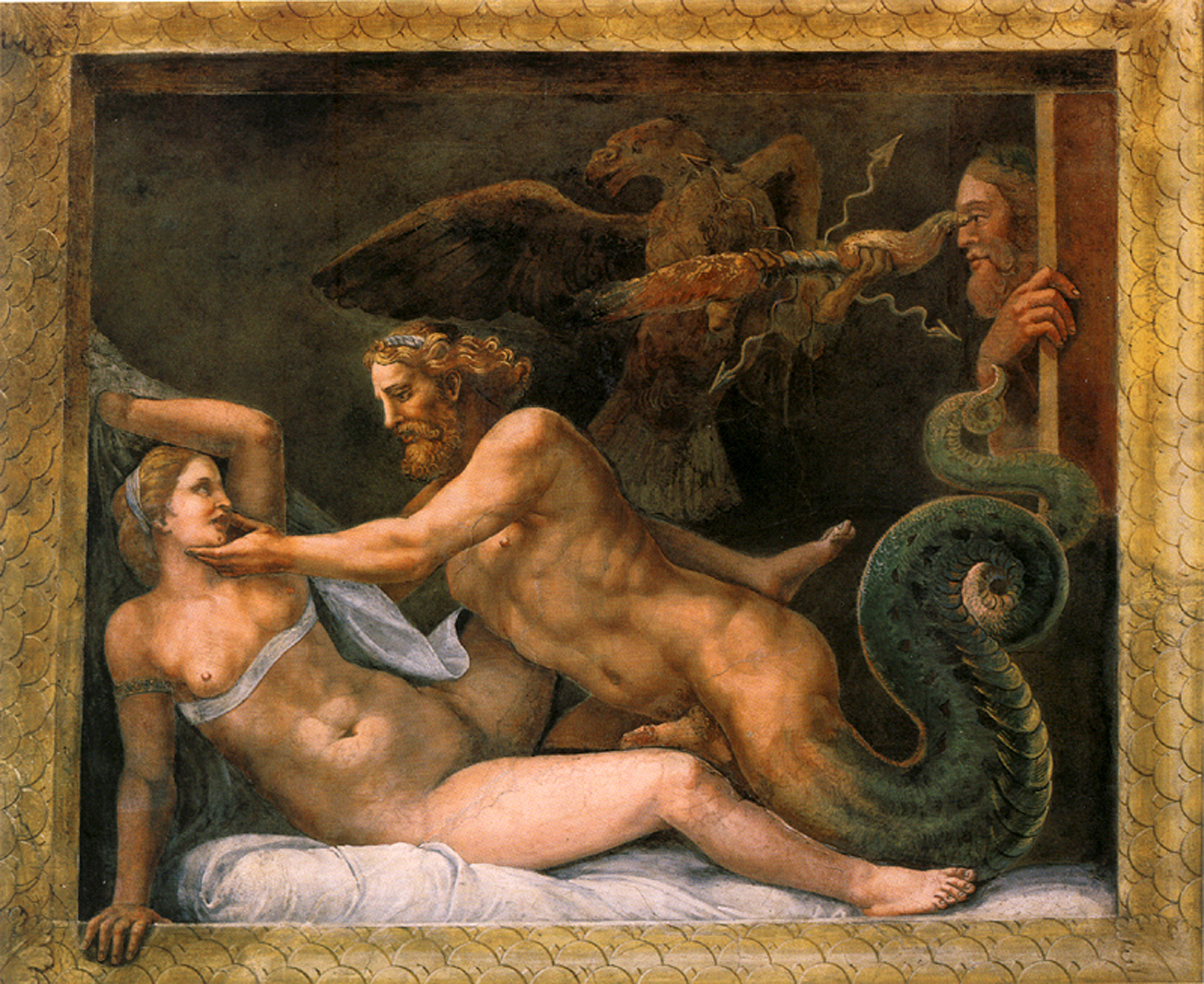
Giulio Romano, Palazzo Te, Giove seduce Olimpiade

Isabella Boschetti (o Boschetto) (1500 – 1560) fu una nobile mantovana, amante del duca di Mantova Federico II Gonzaga.

## Biografia
Figlia secondogenita di Giacomo Boschetti (1471-1509), conte di San Cesario, uomo di corte e d'armi dei Gonzaga valorosamente battutosi a Fornovo e di Polissena Castiglioni, sorella di Baldassarre Castiglione, fu notoriamente la favorita di Federico II Gonzaga, marchese e primo duca di Mantova. Nel 1514 fu sposata da un nobile cortigiano del marchese Francesco II, Francesco Cauzzi Gonzaga di Calvisano (1494-1528), ucciso in circostanze misteriose. Francesco era figlio del conte di Calvisano Giovanni Maria Cauzzi, perito nella battaglia di Fornovo del 6 luglio 1495.

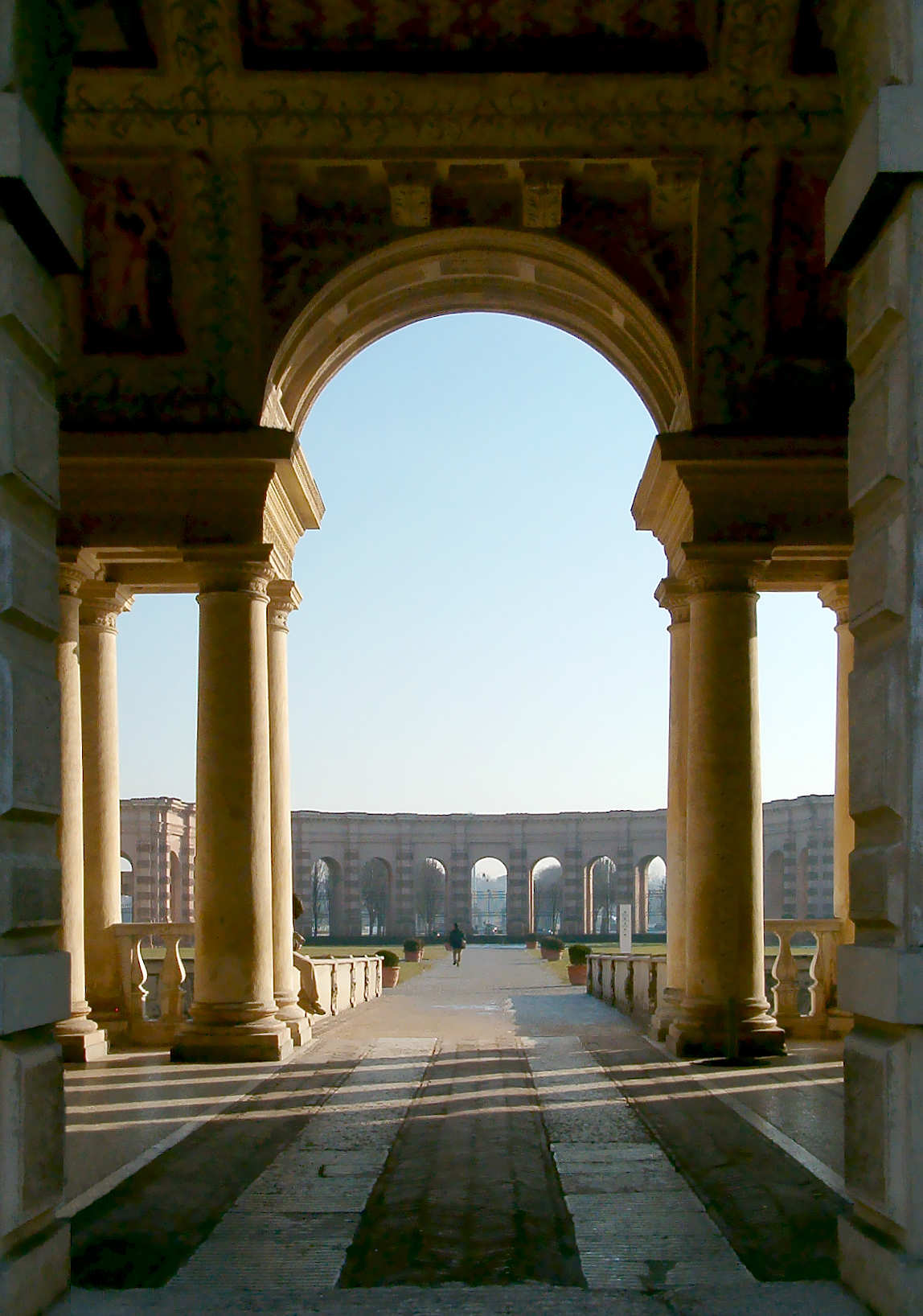
Mantova, Palazzo Te

Soprannominata “La bella Boschetta”, per lei il marchese Federico fece erigere da Giulio Romano, intorno al 1525, Palazzo Te fuori dalle mura di Mantova, che divenne luogo dei suoi svaghi e di ricevimenti per ospiti illustri.
Nel 1517 Anna d'Alençon, fautrice del matrimonio della figlia maggiore Maria Paleologa con Federico II Gonzaga, venne accusata di aver tentato di avvelenare Isabella a causa del fallito matrimonio della figlia.
Isabella ebbe da Federico II un figlio naturale, Alessandro (1520- 1580), che divenne Consigliere di Stato del Duca di Mantova e fu al servizio nell'esercito spagnolo in Fiandra e una figlia, Emilia (1524-1573), che andò in sposa a Carlo Gonzaga, signore di Gazzuolo, dal quale ebbe dieci figli.
Nel 1531 Federico Gonzaga commissionò al Correggio il dipinto Danae che pare fosse destinato ad abbellire la Sala di Ovidio di Palazzo Te, destinata a Isabella.
Isabella Boschetti si risposò nel 1542 con il conte Filippo Tornielli.
Morì nel 1560.